# Torslev Sogn (Jammerbugt Kommune)
 For alternative betydninger, se Torslev Sogn. (Se også artikler, som begynder med Torslev Sogn)
Torslev Sogn er et sogn i Jammerbugt Provsti (Aalborg Stift).
I 1800-tallet var Øster Svenstrup Sogn anneks til Torslev Sogn. Begge sogne hørte til Øster Han Herred i Hjørring Amt. Trods annekteringen blev begge sogne selvstændige sognekommuner. Øster Svenstrup sognekommune blev ved kommunalreformen i 1970 indlemmet i Brovst Kommune, som ved strukturreformen i 2007 indgik i Jammerbugt Kommune.
I Torslev Sogn ligger Torslev Kirke.
I sognet findes følgende autoriserede stednavne:
- Alsbjerg (bebyggelse, ejerlav)
- Alsbjerg Bakker (areal)
- Attrup (bebyggelse, ejerlav)
- Attrup Lo (vandareal)
- Attrup Mark (bebyggelse)
- Brovst Løb (vandareal)
- Flegum (bebyggelse, ejerlav)
- Kokkedal Mark (bebyggelse)
- Kokkedals Kær (bebyggelse)
- Lundbakken (bebyggelse)
- Nørre Tranders (bebyggelse)
- Overgårds Mark (bebyggelse)
- Overholm (areal)
- Pallisvad Å (vandareal)
- Skovsgård (bebyggelse)
- Torslev (bebyggelse, ejerlav)
- Torslev Dyb (vandareal)
- Torslev Enge (bebyggelse)
- Torslev Holme (areal)
- Torslev Kær (bebyggelse)
- Torslev Mark (bebyggelse)
- Trindbjerg (areal, bebyggelse)
- Årup (bebyggelse, ejerlav)
- Årup Hede (bebyggelse)